# Майяр, Элла
Элла Майяр (фр. Ella Maillart; 20 февраля 1903 года, Женева — 27 марта 1997 года, Шандолен (фр. Chandolin)) — известная франкоговорящая швейцарская путешественница, писательница, фотограф.

## Биография
Элла Майяр родилась 20 февраля 1903 года в Женеве в семье торговца мехами. С детства активно занималась спортом: ходила под парусами на яхте в Средиземном море и каталась на горных лыжах.
Она некоторое время преподавала французский язык в Англии, потом в Берлине преподавала английский язык. Во Франции она снималась в качестве дублёра в кинофильмах, была капитаном швейцарской сборной по хоккею, создала женскую команду по хоккею на траве, участвовала в летних Олимпийских играх в Париже в 1924 году.
С 1930 года она совершила несколько путешествий по Советскому Союзу. В 1930 году Майяр отправилась в Москву, с собой она взяла 20 фунтов стерлингов, которые заработала уроками, и 50 долларов, которые ей подарила вдова Джека Лондона. На эту небольшую сумму она в течение полугода жила в Москве и путешествовала по Кавказу. В путешествии она немного подучила русский язык. По приезде домой она опубликовала книгу о недавнем путешествии. На собранные деньги она снова отправилась в путь и в 1932 году прибыла в Москву, чтобы на этот раз попасть в советскую Центральную Азию. По приезде в столицу СССР она заметила, что цены несколько подросли. Майяр обратилась в Общество пролетарского туризма и экскурсий (ОПТЭ) для оформления поездки на юг, однако там ей предложили поехать на Берингов пролив, ссылаясь на то что в центральноазиатских республиках отделы ОПТЭ закрыты. «Узбекистан закрыт», — сказал ей товарищ Нейман из Комиссариата. Ей разрешили поехать вместе с московскими альпинистами в советский Кыргызстан. Не имея разрешения на въезд в Узбекистан, Майяр, тем не менее, через Алма-Ату попадает в Ташкент, там она знакомится с неким молодым анархистом Николаем и будущим председателем советского Узбекистана — Файзуллой Ходжаевым. Далее Элла добирается до Самарканда, где ночует в переделанную под гостиницу медресе Тилля-Кари, затем посещает Бухару и по Амударье отправляется в Хиву. По пути Майяр общается с местным населением и становится свидетелем советизации региона. Из-за недостатка средств Элла продает часть своих вещей, что позволяет ей продолжить путешествие, и вместе с караваном верблюдов она отправляется через пустыни на север вдоль Аральского моря в сторону Казахстана. По результатам туркестанского путешествия дома она опубликовала на французском языке книгу «От Небесных Гор до Красных песков», в английском переводе вышедшую под названием «Туркестан-соло». Книга ценна наличием сделанных Майяр во время путешествия фотографий.

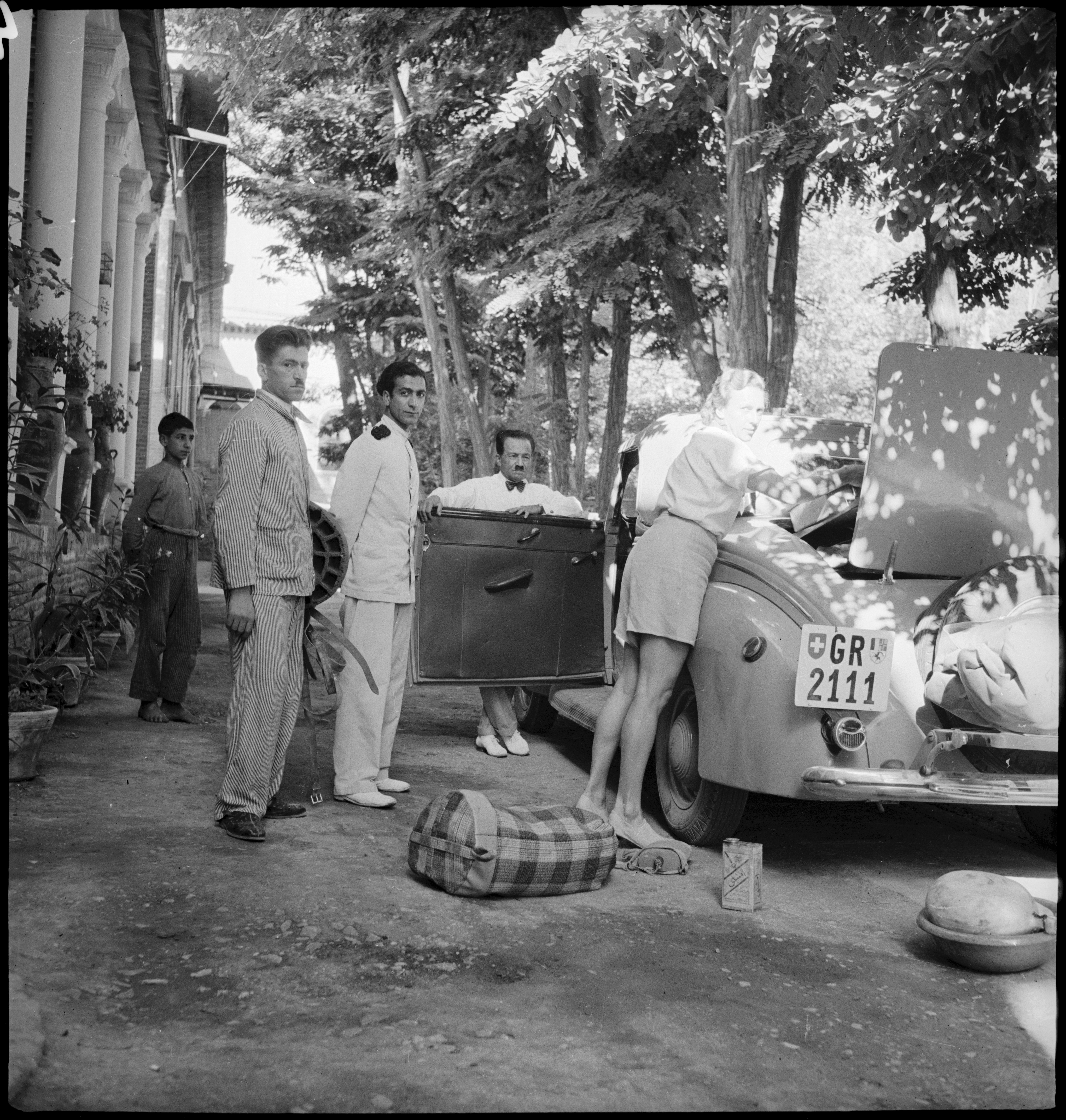
В Элла Майяр Иране в 1939/40 году.

После небольшого пребывания во Франции Майяр снова отправилась в далёкие края. Французская ежедневная газета Le Petit Parisien отправила ее в Маньчжурию и Восточный Туркестан, чтобы освещать происходившие там события. В 1937 году Майяр посетила Афганистан, Иран и Турцию.
Вторую мировую войну Майяр застала в Индии. В 1945 году вернулась в Швейцарию. Там она продолжала кататься на лыжах до конца жизни и последний раз возвращалась в Тибет в 1986 году.
Сегодня весь её фотоархив хранится в Лозанне (Швейцария), в Елисейском музее.

## Память
О ней снят фильм «Путешествие в Кафиристан» (2001), реж. — Фоско и Донателло Дубини.

## Книги
- «Parmi la jeunesse russe – De Moscou au Caucase» (о поездки в Москву и на Кавказ в 1931 году)
- «От Небесных Гор до Красных песков» («Туркестан-соло»)